# Tó Ferreira
Pour les articles homonymes, voir Ferreira.
José António Alves Ferreira, plus communément appelé Tó Ferreira, est un footballeur portugais né le 24 août 1971 à Porto. Il évoluait au poste de gardien de but.

## Biographie
Il fait partie des champions du monde des moins de 20 ans en 1991.

## Palmarès

### En club
Avec Amora :
- Champion du Portugal D3 en 1994

Avec Oliveirense :
- Champion du Portugal D3 en 2008

### En sélection
- Vainqueur de la Coupe du monde des moins de 20 ans en 1991